# Juriwka (obwód sumski)
Juriwka (ukr. Юрівка) – wieś na Ukrainie, w obwodzie sumskim, w rejonie konotopskim, w hromadzie Popiwka. W 2001 liczyła 825 mieszkańców, spośród których 809 wskazało jako ojczysty język ukraiński, a 16 rosyjski.